# Nicolaus Mulerius

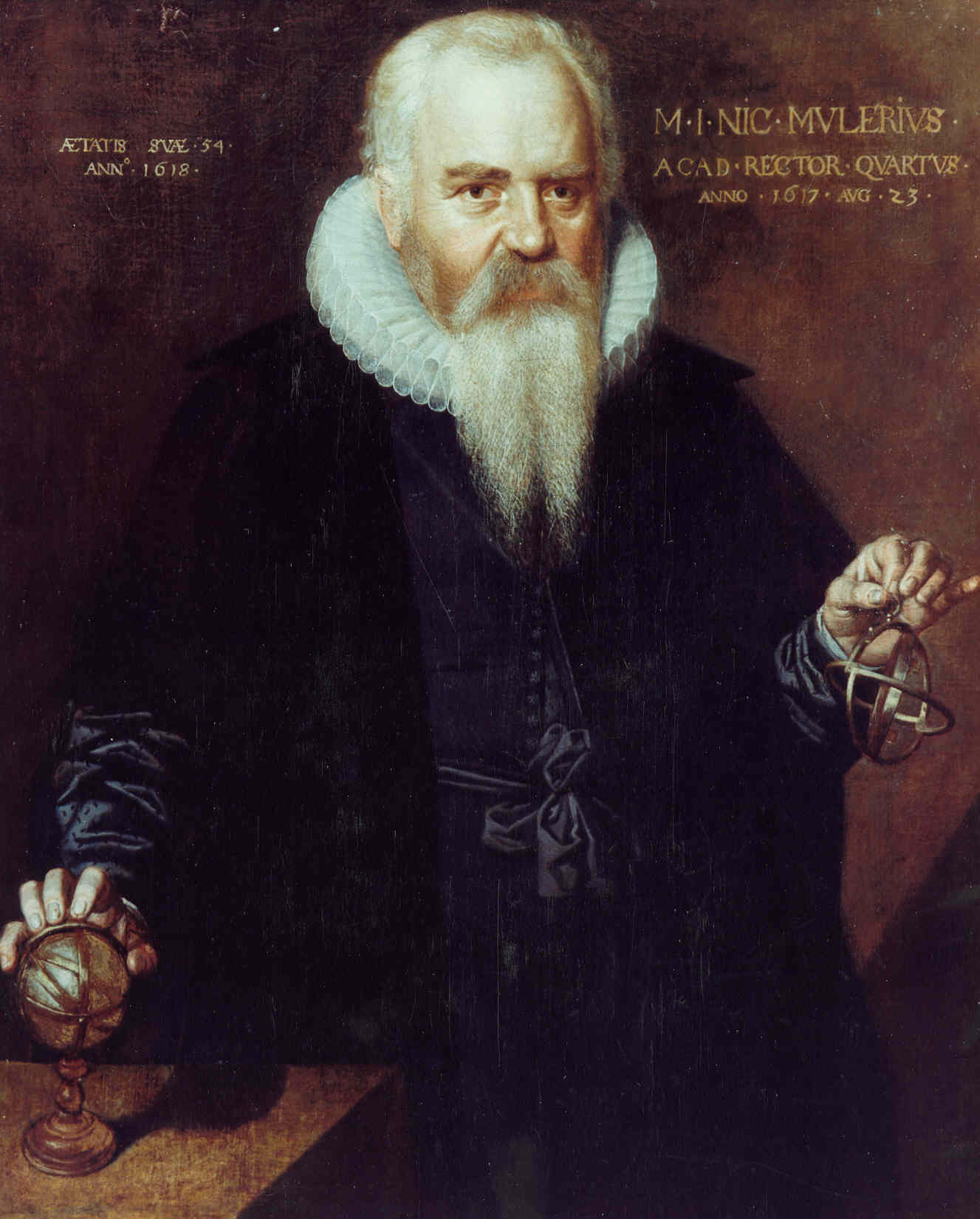
Nicolaus Mulerius was de vierde Rector Magnificus van de Groningse Academie

Nicolaus Mulerius (Brugge, 25 december 1564 - Groningen, 15 september 1630) was een arts, mathematicus en astronoom en een van de eerste hoogleraren aan de in 1614 opgerichte Academie te Groningen, waarvan hij de vierde Rector Magnificus was.

## Jeugd en achtergrond
Mulerius behoorde tot de familie Des Muliers die oorspronkelijk uit Rijsel kwam. Zijn vader was Pierre Des Muliers. Zijn moeder, Claudine le Vettre, werd als aanhangster van de Doopsgezinden slachtoffer van de inquisitie en stierf met een aantal van haar kinderen de marteldood. Nicolaus vluchtte met zijn vader naar Leiden, waar hij zich in 1582 inschreef aan de Leidse Academie. Hier volgde hij colleges bij Lambertus Danaeus (theologie), Justus Lipsius (geschiedenis en rechten), Bonaventura Vulcanius (Grieks), Franciscus Raphelengius (oosterse talen), Rudolph Snellius (wiskunde) en Joannes Heurnius en Gerardus Bontius (medicijnen). Hij promoveerde in 1589 in de geneeskunde op vijftien stellingen met betrekking tot borstvliesontsteking. Hij trouwde in datzelfde jaar met Christina Maria Six, telg uit de later in Amsterdam zo invloedrijke familie Six. Het paar kreeg elf kinderen, van wie er zes hun vader zouden overleven. Overigens zou Mulerius zich zelf op enig moment, mogelijk onder invloed van zijn huwelijk, bekeren tot het Calvinisme.

## Stadsarts en opperrector
In 1590 verhuisde Nicolaus, die zijn achternaam inmiddels verlatijnst had tot Mulerius, naar Harlingen waar hij werd benoemd tot stadsarts. Vrijwel meteen ondernam hij - vruchteloze - pogingen benoemd te worden tot hoogleraar in Leiden. Hij zou tot 1603 in Harlingen blijven, waarna de Staten van Stad en Lande hem benoemde tot medicus provincialis, een aanzienlijke functie met een al even aanzienlijk traktement. Lang zou hij er niet blijven want in 1608 werd hij aangesteld als opperrector van de Latijnse School in Leeuwarden. Zijn aanstelling diende vooral om toezicht te kunnen houden op de nieuwe rector van die school, de Duitser Edo Neuhusius, aan wiens religieuze rechtzinnigheid - hij was Lutheraan - werd getwijfeld. Mulerius zelf legde zich hier ook toe het geven van onderwijs in Grieks en filosofie. Met een jaarlijkse wedde van 950 gulden, werd hij er nog ruimhartiger betaald dan in zijn dagen als provinciaal arts.

## Hoogleraar te Groningen
In 1614 werd Mulerius door zijn vriend Ubbo Emmius gevraagd hoogleraar in de geneeskunde en Grieks te worden aan de even daarvoor gestichte Groningse Academie. Niet veel later zou Mulerius het Grieks met Ubbo Emmius ruilen voor de wiskunde. Onder dit laatste vak ressorteerden de zuivere wiskunde maar ook de mathematica mixta, waartoe ook de astronomie, de landmeetkunde, de zeevaartkunde en de fortificatie werden gerekend. Tot het vakgebied van de geneeskunde behoorde ook de plantkunde en hoewel Mulerius achter zijn eigen huis een bescheiden verzameling exotische en geneeskrachtige kruiden aanlegde, kwam het in Groningen - anders dan in Leiden - vooralsnog niet tot de aanleg van een botanische tuin. Wel werd er in het voormalige Broerklooster, dat nu dienstdeed als vestiging van de Academie, een anatomisch theater aangelegd, waarin Mulerius welgeteld drie keer een schouwing uitvoerde. Zijn voornaamste liefde bleek uit te gaan naar de sterrenkunde, terwijl hij naast zijn hoogleraarschap ook weer aangesteld was als provinciaal arts en hij dus veel van zijn tijd kwijt was aan patiëntenzorg. In de zestien jaar dat Mulerius aan de Academie verbonden was, waren er zeventien studenten medicijnen ingeschreven bij de Groningse universiteit. Zes daarvan promoveerden, vermoedelijk voor een deel met Mulerius als promotor. In 1617 werd Mulerius de vierde Rector van de Academie. Hij was de eerste bibliothecaris van de Groningse Universiteitsbibliotheek, een boekerij die met ruim driehonderd banden ongeveer half zo klein was als de privébibliotheek van Mulerius. Vanaf 1622 was hij een van de bewindhebbers van de Groningse kamer van de West-Indische Compagnie.
Mulerius is afgebeeld op het gedenkraam Deo Patriae Academiae (1914) in het het trappenhuis van het Groninger Academiegebouw.

## Mulerius als astronoom

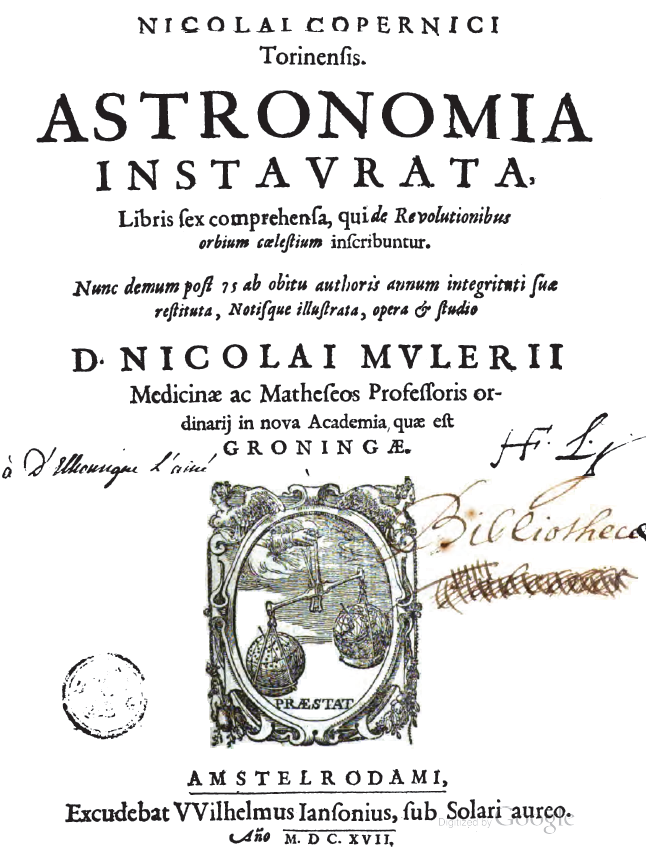
Voorblad van de - door Mulerius geredigeerde - derde editie van Copernicus' De revolutionibus orbium coelestium

Mulerius dankt zijn roem voornamelijk aan zijn bijdragen aan de astronomie. Als zijn belangrijkste bijdrage geldt een door hem geredigeerde heruitgave van Copernicus' De revolutionibus orbium coelestium, waarbij het interessant is op te merken dat Mulerius zelf helemaal niet geloofde dat de aarde om de zon draaide. Voor het overige was Mulerius' astronomische belangstelling eerder praktisch dan theoretisch te noemen. Daarvan getuigt zijn eerste verhandeling Cort onderwijs van het ghebruyck des astrolabiums. Een astrolabium is een hoekmeetinstrument waarmee de hoogte van hemellichamen gemeten kan worden als functie van de tijd. Van zijn praktische gezindheid getuigen ook de almanakken die hij jaarlijks uitgaf en waarvan een aantal is bewaard. Zijn eerste geleerde publicatie in het Latijn verscheen in 1611: de Tabulae Frisicae, waarin - aan de hand van de Juliaanse kalender - tabellen zijn opgenomen met betrekking tot de stand van maan en zon over een langere periode. Over diezelfde Juliaanse kalender schreef hij Calendarium Romanum en een 1616 verscheen een leerboek (in twee delen) over de sterrenkunde. Als gezegd dankt hij zijn grootste bekendheid aan de uitgave van het standaardwerk van Copernicus, dat hij aanvulde met nieuwe, en soms eigen inzichten en een nieuwe titel meegaf Astronomia instaurata ('Herstelde astronomie'). Als kind van zijn tijd - hij was een rechtzinnig Calvinist, voor wie het woord des Heren boven alles ging - kon hij het niet met zijn eigen wereldbeeld in overeenstemming brengen dat de aarde om de zon zou draaien. Zijn wereldbeeld bleef dus geocentrisch, al week hij in die zin van het aristotelisch wereldbeeld af, dat hij aannam dat andere planeten dan de aarde wél om de zon draaiden. Bij dit alles moet worden bedacht dat het copernicaanse wereldbeeld in zijn dagen geenszins gemeengoed was. Dat de Rooms-Katholieke Kerk Copernicus' werk in 1600 op de Index plaatste, leidde wel tot hernieuwde belangstelling voor het werk in de protestantse Republiek.

## Werk
- Theses disputationis ergo propositae de pleuritude (Leiden, 1589)
- Cort onderwijs van het ghebruyck des astrolabiums (Franeker, 1595)
- Almanach (Groningen, 1604)
- Almanach (Groningen, 1608)
- Waerachtich ende ghenoechelijck discours, van D.D. Mulerium (...): hoe dat wy door Godes ghenade, aen de Nederlandtsche vrede-handel zijn ghecomen (s.l. 1608)
- Verhael vande occasie en(de) oorsaeck waer door de Nederlanden gecomen zijn aenden vreede handel (s.l, s.a), is bewerking van bovenstaande tekst
- Calendarium Romanum vetus forma Juliana (s.l., s.a.) [1610]
- Tabulae Frisicae lunae-solares quadruplices (Alkmaar, 1614)
- Institutionem astronomicarum libri duo (Groningen, 1616)
- (red) Copernicus, Astronomia instaurata (Amsterdam, 1617)
- Hemelsche trompet morgenwercker, ofte Comeet met een langebaert erschenen inde novembri ende decembri (Groningen, 1618)
- Elogium Ubbonis Emmii (Groningen, 1628)
- Iudaeorum annus lunnae-solaris et Turc-Arabum annus merê lunaris (Groningen, 1630)

## Vernoemingen
Het vlaggenschip van de Rijksuniversiteit Groningen heet sinds 2002 Nicolaas Mulerius en is in eigendom van de Groninger Studenten Zeilvereniging Mayday. Ook kent de universiteit sinds 1991 een Nicolaas Muleriusfonds ter bevordering van de bloei van de Rijksuniversiteit Groningen als klassieke, internationaal opererende instelling van wetenschappelijk onderwijs en onderzoek met een brede, ook culturele uitstraling.